# Spencer Cavendish
Spencer Compton Cavendish, 8. książę Devonshire KG, GCVO (ur. 23 lipca 1833 w Holker Hall w hrabstwie Lancashire, zm. 24 marca 1908 w Hotelu Metropol w Cannes) – brytyjski arystokrata i polityk, członek Partii Liberalnej i Partii Liberalno-Unionistycznej, minister w rządach lorda Russella, Williama Ewarta Gladstone’a, lorda Salisbury’ego i Arthura Balfoura.
Był najstarszym synem Williama Cavendisha, 7. księcia Devonshire, i lady Blanche Howard, córki 6. hrabiego Carlisle. Od 1858 r. nosił tytuł grzecznościowy markiza Hartington. Wykształcenie odebrał w Trinity College na Uniwersytecie Cambridge.
W 1857 r. został wybrany do Izby Gmin jako liberalny reprezentant okręgu North Lancashire. Miejsce w parlamencie utracił w 1868 r. W 1869 r. wygrał jednak wybory uzupełniające w okręgu Radnor. W 1880 r. zmienił okręg na North East Lancashire, a od 1885 r. reprezentował okręg wyborczy Rossendale.
Pierwszym stanowiskiem Hartingtona w rządzie był urząd cywilnego lorda Admiralicji, który objął w marcu 1863 r. Już w kwietniu tego samego roku został podsekretarzem stanu w Ministerstwie Wojny. Od lutego do czerwca 1866 r. stał na czele tego resortu. Po powrocie Partii Liberalnej do władzy w 1868 r. został poczmistrzem generalnym. W latach 1871–1874 był Głównym Sekretarzem Irlandii. W latach 1875–1880 stał na czele liberałów w Izbie Gmin. Po wygranej liberałów w wyborach 1880 r. proponowano mu stanowisko premiera, ale Hartington odmówił. Premierem został Gladstone, który powierzył Hartingtonowi tekę ministra ds. Indii. W latach 1882–1885 ponownie był ministrem wojny.
W tym czasie narastał spór między Gladstone’em a Hartingtonem na tle polityki irlandzkiej. Hartington sprzeciwiał się projektom przyznania Irlandii autonomii. Sprzeciw Hartingtona narastał od 1882 r., kiedy jego młodszy brat, lord Frederick Cavendish, zginął w zamachu zorganizowanym przez irlandzkich nacjonalistów. W 1886 r. doszło do rozłamu w Partii Liberalnej na tle kwestii irlandzkiej. Hartington stanął na czele nowo utworzonej Partii Liberalno-Unionistycznej. Po wyborach 1886 r. ponownie odrzucił propozycję objęcia stanowiska premiera i poparł konserwatywny rząd lorda Salisbury’ego. W 1887 r. ponownie odmówił zostania premierem.
Po śmierci ojca w 1891 r. odziedziczył tytuł 8. księcia Devonshire i zasiadł w Izbie Lordów. W 1895 r. został Lordem Przewodniczącym Rady. W 1902 r. został ponadto przewodniczącym Izby Lordów. Z obu tych stanowisk zrezygnował w 1903 r. w wyniku sporu o kształt polityki gospodarczej rządu.
Jego wieloletnią kochanką była kurtyzana Catherine Walters. 16 sierpnia 1892 r. poślubił w Mayfair Louisę von Alten (15 czerwca 1832 – 15 lipca 1911), córkę Karla Franza Victora, grafa von Alten, i Hermine de Schminke, wdowę po 7. księciu Manchester. Małżonkowie nie mieli razem dzieci
Książę Devonshire zmarł w 1908 r. na zapalenie płuc. Został pochowany 28 marca w Edensor w hrabstwie Derbyshire. Tytuł książęcy odziedziczył jego bratanek, Victor.